# Texas Dall
|  | Dieser Artikel wurde aufgrund von formalen oder inhaltlichen Mängeln in der Qualitätssicherung Biologie zur Verbesserung eingetragen. Dies geschieht, um die Qualität der Biologie-Artikel auf ein akzeptables Niveau zu bringen. Bitte hilf mit, diesen Artikel zu verbessern! Artikel, die nicht signifikant verbessert werden, können gegebenenfalls gelöscht werden. Lies dazu auch die näheren Informationen in den Mindestanforderungen an Biologie-Artikel. |

Das Texas Dall ist ein im Laufe des 20. Jahrhunderts in den USA erzüchtetes Haarschaf, welches vordergründig als Jagdwild auf Game-Ranches gehalten wird. Die Namensgebung ist insofern irreführend, als das die Texas-Dall-Schafe abstammungsgeschichtlich nicht mit dem wilden Dallschaf verwandt sind.

## Merkmale
Das Texas Dall ist ein rein weißes Haarschaf; neben dem Fell und der Haut der Tiere sind auch die Hufe beider Geschlechter hell. Die Schwänze der Tiere sind kurz und nur auf der Außenseite so wie an den Spitzen behaart. Die männlichen Tiere entwickeln ein ebenfalls helles Gehörn von beachtlicher Größe sowie eine ausgeprägte Halsmähne. Böcke erreichen eine Widerristhöhe von 70 bis 80 cm sowie ein Gewicht von 50 bis 70 kg. Die kleineren Mutterschafe erreichen Widerristhöhen von 60 bis 70 cm sowie ein Gewicht von bis zu 40 kg. Das Texas Dall hat eine asaisonale Brunst und ist äußerst fruchtbar.

## Entstehung der Rasse
Das Texas Dall entstand aus einer lokalen Zuchtrichtung der Barbado-Zucht in Texas. Eine Variante des Barbado, die sogenannten Corsicans, etablierten sich Mitte des 20. Jahrhunderts als Trophäenschafe. Der Begriff Corsican wird in den USA häufig als synonym für den Europäischen Mufflon sowie Mufflon-Kreuzungen verwendet. Neben dem Europäischen Mufflon wurden in der frühen Barbado- und insbesondere der Corsican-Zucht auch andere Rassen wie Navajo-Churro, Jakobschaf, Merino und Rambouillet zur Kreuzung eingesetzt. Insbesondere der kurze Schwanz des Texas Dall legt die Vermutung nahe, dass der Mufflon-Genanteil des Texas Dall höher ist als bei anderen Barbado-Zuchtrichtungen. In den 1970er Jahren begann zunächst der texanische Game-Rancher Thompson Tempel, Herdbücher für die unterschiedlichen Zuchtrichtungen der Corsicans zu führen. Neben einem Herdbuch für die rein weiße Zuchtrichtung, die er „Texas Dall“ nannte, führte er auch Herdbücher für zwei weitere neue Barbado-Zuchtrichtungen, das Black Hawaiian und das Spotted Dessert. Die Namensgebung Texas Dall ist somit auf Tempel zurückzuführen, der dem Schaf einen insbesondere bei Jagdtouristen werbewirksamen Namen verlieh, der an das wilde Dallschaf erinnern sollte. Im Jahr 2005 wurde durch die Barbados Blackbelly Sheep Association eine klare Trennung zwischen den texanischen Zuchtrichtungen und der ursprünglichen Barbado-Zucht gezogen. Im Jahr 2009 gründete sich die United Horned Hair Sheep Association, welche neben dem Texas Dall auch das Painted Dessert sowie das Black Hawaiian in Herdbüchern führt.

## Verbreitung
Außerhalb der Vereinigten Staaten ist das Texas Dall kaum bekannt und nicht verbreitet.